# 護谷
護谷（英語：Nitrofen） 是種除草劑，在水田里普遍使用，為防治雜草叢生，由於毒性強烈，易使身孕者產生畸胎，而且中毒後造成的症狀有白血球跟血紅素降低，以及降低血清中的胆碱酯酶及过氧化氢酶的活性，已被一些国家或地区政府禁止在市场上销售。